# Noticias de uma Guerra Particular
Noticias de uma Guerra Particular (letteralmente Notizie di una guerra privata) è un documentario brasiliano del 1999 diretto da João Moreira Salles e Katia Lund.

## Trama
Basato su interviste con personaggi coinvolti nella routine del traffico di droga, il film contrappone le linee di criminali, polizia e residenti della favela carioca di Santa Marta in una guerra quotidiana che non ha vincitori e discute sul modo con cui la società affronta la violenza.

## Riconoscimenti
1999 - É Tudo Verdade - Festival internazionale del documentario
- premio per miglior documentario

2002 - Festival internazionale del film documentario d'Amsterdam
- selezione ufficiale del festival

2002 - Vancouver International Film Festival
- selezione ufficiale del festival

2002 - San Francisco Independent Film Festival
- selezione ufficiale del festival